# Мориарти, Брайан
Брайан Мориарти (англ. Brian Moriarty, род. 1956) — американский гейм-дизайнер, специализировавшийся на создании игр в жанрах interactive fiction и квест. Наиболее значимыми его работами являются игры Wishbringer (1985), Trinity (1986), Beyond Zork (1987) и LOOM (1990).

## Биография
Карьеру гейм-дизайнера Брайан Мориарти начал в 1983 году, когда, будучи техническим редактором журнала ANALOG Computing, посвященного 8-битным компьютерам Atari, опубликовал две текстовых адвенчуры — Adventure in the 5th Dimension (1983) and Crash Dive! (1984).
В 1985 году Мориарти поступает на работу в Infocom, где создаёт текстовые игры Wishbringer (1985), Trinity (1986) и Beyond Zork (1987). К 1988 году Infocom испытывала серьёзные финансовые трудности (впоследствии компанию купит Activision в 1989 году), что побудило Мориарти искать новую работу. Он устраивается в Lucasfilm Games по приглашению Ноа Фалстейна, работавшего в студии с момента основания. На новом месте Мориарти приступил к созданию новой мультимедийной игры под названием LOOM. В игре, вышедшей в 1990 году, использовалось множество инновационных технологий, включая дизеринг изображений с 16-цветной палитрой EGA, использование полифонических мелодий и скриптовый движок SCUMM.
После LOOM Брайан Мориарти занимался разработкой образовательной игры на основе сериала «Хроники молодого Индианы Джонса», однако проект был отменён. После этого он занялся проблемным проектом студии The Dig, возглавив второй из трёх попыток выпустить игру. Однако попытка оказалась неудачной, и в 1993 году Мориарти покинул LucasArts и перешёл в Rocket Science Games.
Мориарти имеет профессорскую степень в области интерактивных медиа и разработки компьютерных игр Вустерского политехнического института и периодически проводит открытые лекции.

## Игры

### ANALOG Computing
- Adventure in the 5th Dimension (1983)
- Crash Dive! (1984)
- Tachyon (1985, не опубликована)

### Infocom
- Wishbringer[6] (1985)
- Trinity (1986)
- Beyond Zork (1987)
- Timesink (не опубликована)

### Lucasfilm Games / LucasArts Entertainment
- LOOM (1990)
- Young Indiana Jones at the World’s Fair (не опубликована)
- The Dig (1995) — «дополнительный дополнительный сценарий»

### Rocket Science Games
- Loadstar: The Legend of Tully Bodine (1994) — «интерактивный дизайн»